# جورجي تودوروف
جورجي تودوروف (بالبلغارية: Георги Тодоров)‏ هو ضابط بلغاري، ولد في 10 أغسطس 1858 في بولهراد في أوكرانيا، وتوفي في 16 نوفمبر 1934 في صوفيا في بلغاريا.